# Edme Dumée
Edme Dumée (Tanlay, 15 novembre 1792 - Rouen, 27 janvier 1861) est un peintre et un décorateur de théâtre français.

## Parcours
Edme Dumée est l'élève de Ciceri, décorateur en chef de l'Opéra de Paris, attaché aux Menus-Plaisirs du Roi comme décorateur des fêtes royales. Il subit la forte influence de son maître et devient directeur du matériel théâtral de la ville de Rouen, peignant plusieurs décors pour l'opéra en 1831, 1833 et 1834.
Peintre de paysages, il envoie de nombreuses aquarelles au Salon de Paris à partir de 1831, représentant des vues de sa région (Scènes de village, 1839).
Il a été membre et actionnaire de la Société des amis des arts de Rouen ainsi que son fils. Ils ont tous deux participé à une exposition de cette société en 1845.
Sa fille Louise Victorine se maria en 1844 avec le peintre Henri Daniaud.
L'un de ses fils, Edme-Pierre Dumée, garde national volontaire, meurt à l'âge de vingt ans sur les barricades lors d'une échauffourée, le 25 juin 1848.